# Desen

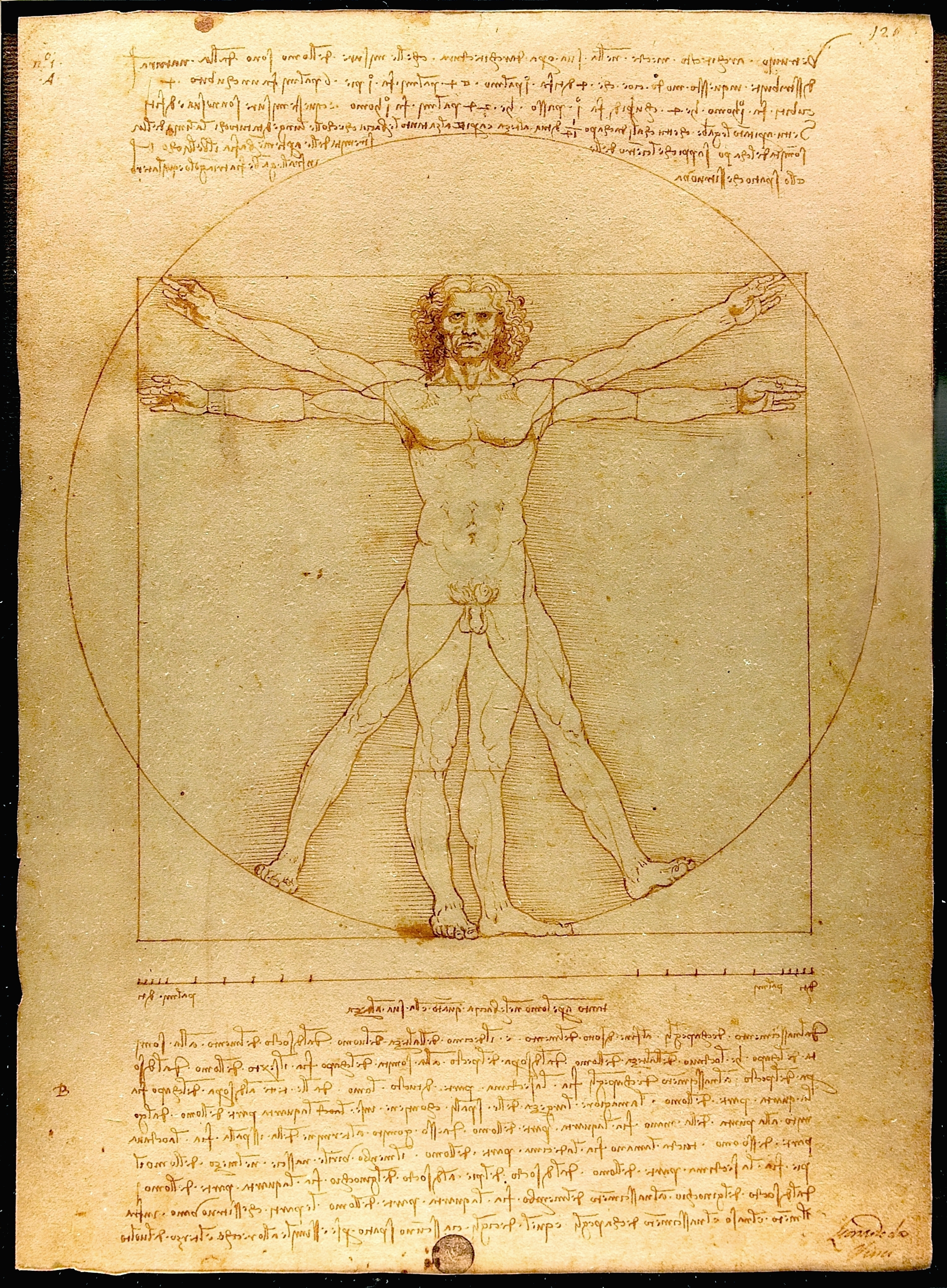
Omul Vitruvian de Leonardo da Vinci.

Desenul este o tehnică și o artă care constă în reprezentarea grafică a unui obiect, a unei figuri, sau a unui peisaj pe o suprafață bidimensională, plană sau curbă. Reprezentarea se face în general prin linii, puncte, pete, simboluri etc. Desenul poate fi monocrom sau colorat.